# Lijst van Europese kampioenen baanwielrennen sprint
Het eerste Europese kampioenschap sprint voor mannen werd gehouden in 1892. Sinds 2010 staat het jaarlijks op het programma voor zowel de mannen als de vrouwen.

## Europees kampioenen

### Mannen
| Jaar                         | Goud               | Zilver                  | Brons                |
| Open kampioenschap           |                    |                         |                      |
| 1892                         | Alwin Vater        |                         |                      |
| 1894                         | Arthur Heimann     |                         |                      |
| 1896                         | Jaap Eden          | Maurice Farman          | Harie Meijers        |
| 1897                         | Willy Arend        |                         |                      |
| 1898                         | Willy Arend        | Thorvald Ellegaard      |                      |
| 1899                         | Anton Huber        | George A. Banker        | Jan Mulder           |
| 1900                         | Anton Huber        |                         |                      |
| 1901                         | Willy Arend        | Erich Moder             |                      |
| 1902                         | Thorvald Ellegaard | Walter Rütt             |                      |
| 1903                         | Thorvald Ellegaard | Willy Arend             | Pietro Bixio         |
| 1904                         |                    | Willy Arend             |                      |
| 1907                         | Émile Friol        | Henry Mayer             | Charles Van Den Born |
| 1908                         | Thorvald Ellegaard | Richard Scheuermann     |                      |
| 1910                         | Émile Friol        | Thorvald Ellegaard      |                      |
| 1911-1                       | Marcel Dupuy       | Thorvald Ellegaard      | Willy Lorenz         |
| 1911-2                       | Walter Rütt        | Oskar Peter             |                      |
| 1912                         |                    | Julien Pouchois         | Victor Dupré         |
| 1913                         | André Perchicot    | Léon Hourlier           | Gabriel Poulain      |
| 1920                         | Marcel Dupuy       | William Bailey          | Maurice Schilles     |
| 1954                         | Arie van Vliet     | Reginald Harris         | Enzo Sacchi          |
| 1955                         | Arie van Vliet     | Oscar Plattner          | Enzo Sacchi          |
| 1956                         | Arie van Vliet     | Antonio Maspes          | Reginald Harris      |
| 1962                         | Sante Gaiardoni    | Antonio Maspes          | Jos De Bakker        |
| 1963                         | Antonio Maspes     | Giuseppe Beghetto       | Fritz Pfenninger     |
| 1971-1                       | Leijn Loevesijn    | Gordon Johnson          | Robert Vanlancker    |
| 1971-1                       | Robert Vanlancker  | Leijn Loevesijn         | Giordano Turrini     |
| 1972                         | Giordano Turrini   | Leijn Loevesijn         | Ezio Cardi           |
| 1974                         | Giordano Turrini   | Leijn Loevesijn         | Ezio Cardi           |
| 1975                         | Peder Pedersen     | Robert Vanlancker       | Gerrie Fens          |
| 1976                         | Giordano Turrini   | Niels Fredborg          | John Nicholson       |
| 1977                         | Giordano Turrini   | John Nicholson          | Peder Pedersen       |
| 1978                         | Giordano Turrini   | Yoshinobu Sugano        | Willy De Bosscher    |
| 1979                         | Giordano Turrini   | Michel Vaarten          | Hans Hindelang       |
| 1980                         | Daniel Morelon     | Michel Vaarten          | Yoshinobu Sugano     |
| 1981                         | Urs Freuler        | Yavé Cahard             | Ottavio Dazzan       |
| 1983-1                       | Ottavio Dazzan     | Urs Freuler             | Moreno Capponcelli   |
| 1983-2                       | Robert Dill-Bundi  | Moreno Capponcelli      | Ottavio Dazzan       |
| 1984                         | Ottavio Dazzan     | Dieter Giebken          | Michel Vaarten       |
| 1985                         | Philippe Vernet    | Ottavio Dazzan          | Claudio Golinelli    |
| 1986                         | Ottavio Dazzan     | Patrick Da Rocha        | Claudio Golinelli    |
| 1987                         | Andreas Hiestand   | Patrick Da Rocha        | Thierry Pirard       |
| 1988                         | Harumi Honda       | Eric Schoefs            | Patrick Da Rocha     |
| 1989                         | Patrick Da Rocha   | Harumi Honda            | Eric Schoefs         |
| 1990                         | Eric Schoefs       | Lars Brian Nielsen      | Frédéric Magné       |
| 1995                         | Viesturs Berzins   | Valery Potapov          | Antoine Breton       |
| 1999                         | René Wolff         | José Antonio Villanueva | Matthias John        |
| Europees kampioenschap elite |                    |                         |                      |
| 2010                         | Denis Dmitrjev     | Kévin Sireau            | Jason Kenny          |
| 2011                         | Kévin Sireau       | Maximilian Levy         | Denis Dmitrjev       |
| 2012                         | Denis Dmitrjev     | Max Niederlag           | Christos Volikakis   |
| 2013                         | Denis Dmitrjev     | Robert Förstemann       | Jason Kenny          |
| 2014                         | Grégory Baugé      | Damian Zieliński        | Robert Förstemann    |
| 2015                         | Jeffrey Hoogland   | Max Niederlag           | Damian Zielinski     |
| 2016                         | Pavel Jakoesjevski | Roy van den Berg        | Andrii Vynokurov     |
| 2017                         | Sebastien Vigier   | Jeffrey Hoogland        | Denis Dmitrjev       |
| 2018                         | Jeffrey Hoogland   | Stefan Bötticher        | Harrie Lavreysen     |
| 2019                         | Jeffrey Hoogland   | Harrie Lavreysen        | Mateusz Rudyk        |
| 2020                         | Maximilian Levy    | Denis Dmitrjev          | Vasilijus Lendel     |
| 2021                         | Harrie Lavreysen   | Jeffrey Hoogland        | Mikhail Iakovlev     |
| 2022                         | Sébastien Vigier   | Jack Carlin             | Rayan Helal          |
| 2023                         | Harrie Lavreysen   | Mateusz Rudyk           | Rayan Helal          |
| 2024                         | Harrie Lavreysen   | Mateusz Rudyk           | Mikhail Iakovlev     |
| 2025                         | Harrie Lavreysen   | Mikhail Jakovlev        | Rayan Helal          |

### Dames
| Jaar | Goud                 | Zilver               | Brons                |
| 2010 | Sandie Clair         | Kristina Vogel       | Simona Krupeckaitė   |
| 2011 | Lyubov Shulika       | Olga Panarina        | Viktoria Baranova    |
| 2012 | Olga Panarina        | Anastasia Vojnova    | Simona Krupeckaitė   |
| 2013 | Kristina Vogel       | Elis Ligtlee         | Jessica Varnish      |
| 2014 | Anastasia Vojnova    | Tania Calvo Barbero  | Kristina Vogel       |
| 2015 | Elis Ligtlee         | Anastasia Vojnova    | Kristina Vogel       |
| 2016 | Simona Krupeckaitė   | Anastasia Vojnova    | Tania Calvo Barbero  |
| 2017 | Kristina Vogel       | Mathilde Gros        | Darja Sjmeleva       |
| 2018 | Darja Sjmeleva       | Anastasia Vojnova    | Mathilde Gros        |
| 2019 | Anastasia Vojnova    | Olena Starikova      | Lea Sophie Friedrich |
| 2020 | Anastasia Vojnova    | Darja Sjmeleva       | Olena Starikova      |
| 2021 | Shanne Braspennincx  | Lea Sophie Friedrich | Mathilde Gros        |
| 2022 | Emma Hinze           | Mathilde Gros        | Laurine van Riessen  |
| 2023 | Lea Sophie Friedrich | Pauline Grabosch     | Sophie Capewell      |
| 2024 | Emma Finucane        | Lea Sophie Friedrich | Emma Hinze           |
| 2025 | Jana Boerlakova      | Rhian Edmunds        | Alina Lysenko        |

Edities

2010 ·
2011 ·
2012 · 
2013 · 
2014 · 
2015 · 
2016 · 
2017 · 
2018 · 
2019 · 
2020 ·
2021 ·
2022 ·
2023 ·
2024 ·
2025 ·
2026

Onderdelen

Achtervolging (individueel) · 
afvalkoers · 
keirin · 
koppelkoers · 
omnium · 
ploegenachtervolging · 
puntenkoers · 
scratch · 
sprint · 
teamsprint ·  
tijdrijden

Voormalig:
derny ·
stayeren ·
tandem